# Sloe gin

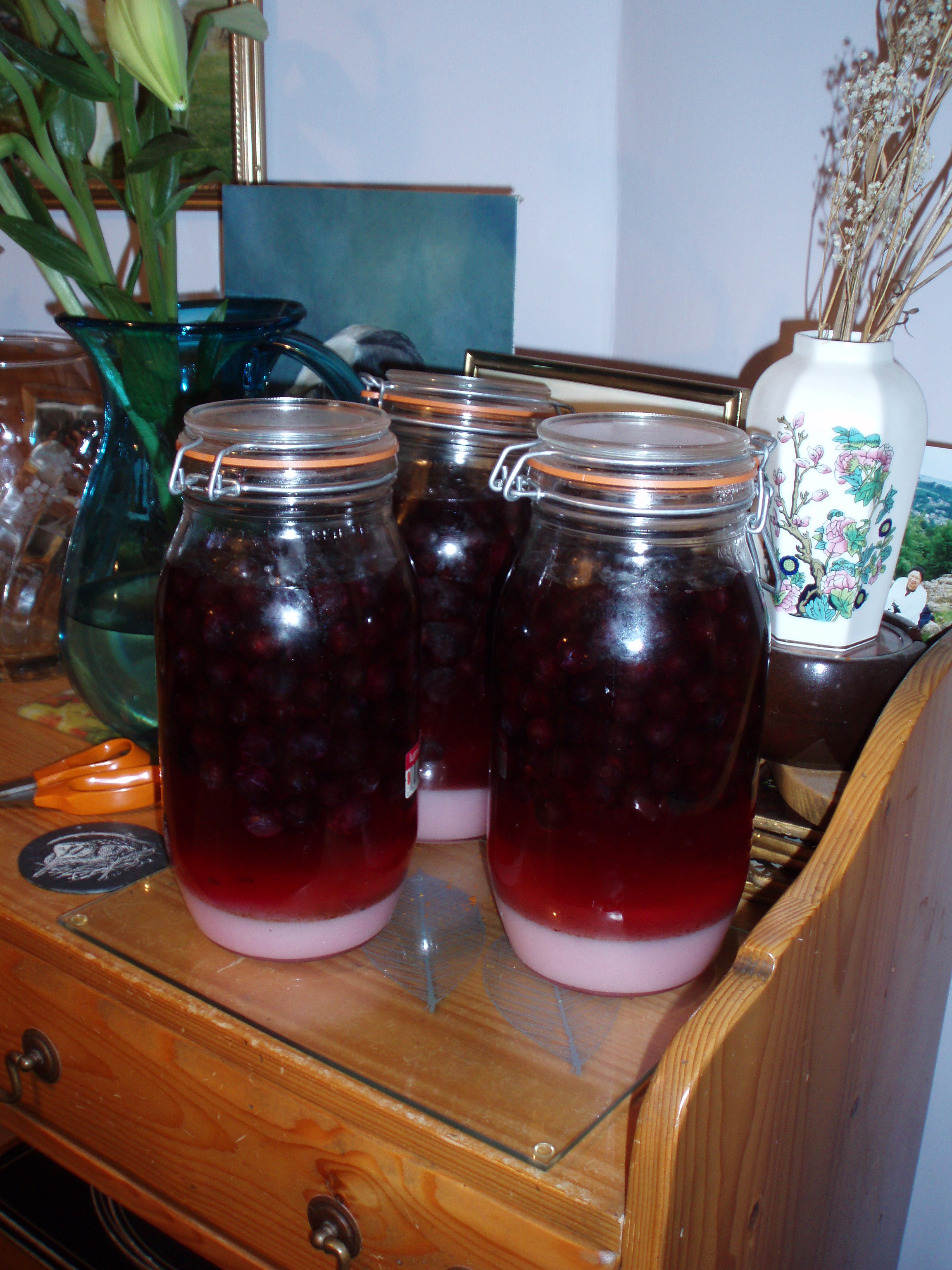
Thuisgemaakte sloe gin

Sloe gin is een vruchtenlikeur die is verkregen door sleedoornbessen (ook sleepruimen genoemd) te macereren in gin en eventueel sleepruimensap toe te voegen. "Sloe" is een Engelse naam voor de sleedoorn (Prunus spinosa). Aan de likeur mogen natuurlijke aromastoffen toegevoegd worden.
Het alcoholgehalte van sloe gin bedraagt ten minste 25 vol %.